# Kolonialsiedlung

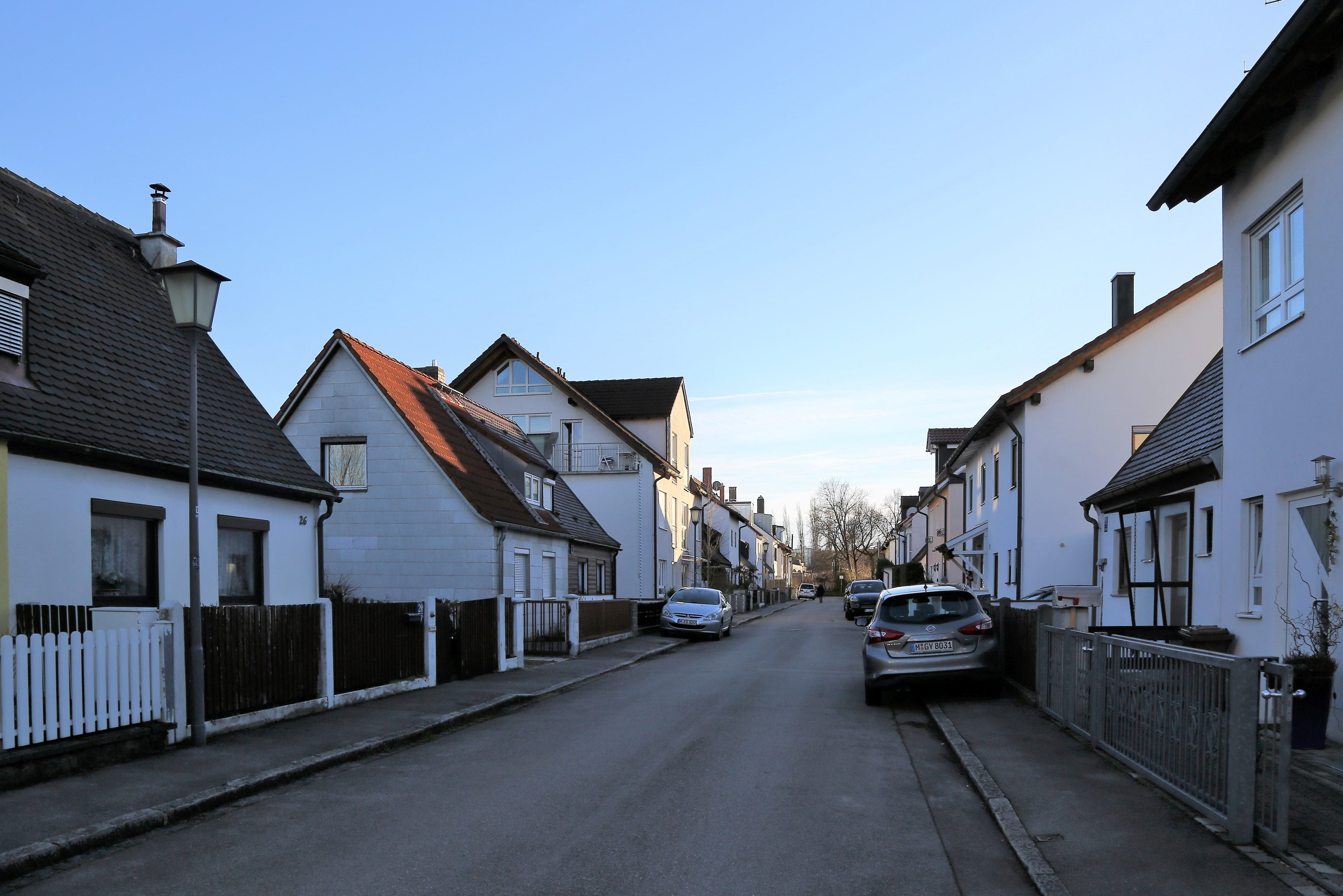
Eine Straße in der Kolonialsiedlung 2017

Die Kolonialsiedlung, auch Afrikasiedlung genannt, ist eine Siedlung im Münchener Stadtteil Zamdorf.

## Lage
Die Kolonialsiedlung liegt nördlich der Eggenfelder Straße zwischen der Siedlung Steinhausen und dem Zamilapark. Sie hat in Ost-West-Richtung eine Ausdehnung von etwa 650 m, in Nord-Süd-Richtung von etwa 300–400 m und eine Fläche von etwa 23 ha. Im Südosten der Siedlung liegt eine Kleingartenanlage mit einer Fläche von etwa 3 ha.

## Name
Die Siedlung wurde ab 1934 unter dem Namen „Erwerbslosensiedlung Zamdorf“ erbaut. Ihre Straßen wurden nach Kolonialpionieren und Afrikaforschern benannt, z. B. die Rohlfsstraße nach Gerhard Rohlfs, der als Erster die Sahara von Norden nach Süden durchquert hatte, und der Emin-Pascha-Platz nach Eduard Schnitzer, der unter dem Namen Emin Pascha Gouverneur der sudanesischen Provinz Äquatoria war. Daher erhielt die Siedlung 1935 die Bezeichnung Kolonialsiedlung bzw. Afrikasiedlung.
Manche dieser Straßennamen sind inzwischen umstritten, da die historischen Leistungen ihrer Namensgeber heute zweifelhaft erscheinen. So wurde im Jahr 2000 die nach dem deutschen Kolonialisten benannte Karl-Peters-Straße nach der Reiseschriftstellerin Ida Pfeiffer in Ida-Pfeiffer-Straße umbenannt.

## Geschichte
Die ersten Häuser der Siedlung wurden im Herbst 1934 gebaut. In den folgenden Jahren wuchs die Siedlung auf 140 Kleineigenheime an, wovon 61 Doppelhaushälften waren. Jede Einheit hatte eine Wohnfläche von etwa 53 m² und einen Garten von etwa 200 m², der zum Gemüseanbau und zur Kleintierhaltung diente.
Die Häuser wurden an bedürftige Familien vermietet. 1962 wurde damit begonnen, die Häuser an ihre Bewohner zu verkaufen.